# Winter Harbor
Winter Harbor est une ville du comté de Hancock, dans l'État du Maine, aux États-Unis. 
Lors du recensement de 2010, sa population s’élevait à 516 habitants. La ville est située juste à l’entrée de la péninsule Schoodic  qui fait partie du parc national d'Acadia,  à l’est des villes de Bar Harbor et Ellsworth. Winter Harbor était autrefois l’emplacement d’une station navale américaine, NSGA-WH (Naval Security Group Activity, Winter Harbor), qui a fermé au milieu des années 2000, et abrite maintenant le centre d’éducation et de recherche de l’Institut Schoodic.
La péninsule Schoodic partie du parc national de l’Acadia est adjacent à la ville et a joué un rôle important dans le développement économique et social de la communauté. La municipalité comprend le village proprement dit de Winter Harbor, la colonie d’été de Grindstone Necket les hameaux de Gerrishville et Summer Harbor. Winter Harbor abrite une flotte de pêche active et multigénérationnelle. En outre, la communauté est ou a été une résidence d’été de plusieurs personnalités notables, telles que Frederick Hauck entre autres.

## Source
- (en) Cet article est partiellement ou en totalité issu de l’article de Wikipédia en anglais intitulé « Winter Harbor, Maine » (voir la liste des auteurs).